# Азиатская парламентская ассамблея
Азиатская парламентская ассамблея (АПА) (англ. Asian Parliamentary Assembly (APA)) стала преемницей Ассоциации парламентов Азии за мир (АПАМ), которая учреждена по инициативе Бангладеш в 1999 году на Конференции парламентариев Азии за мир и сотрудничество. Россия является одной из стран-учредительниц АПАМ.

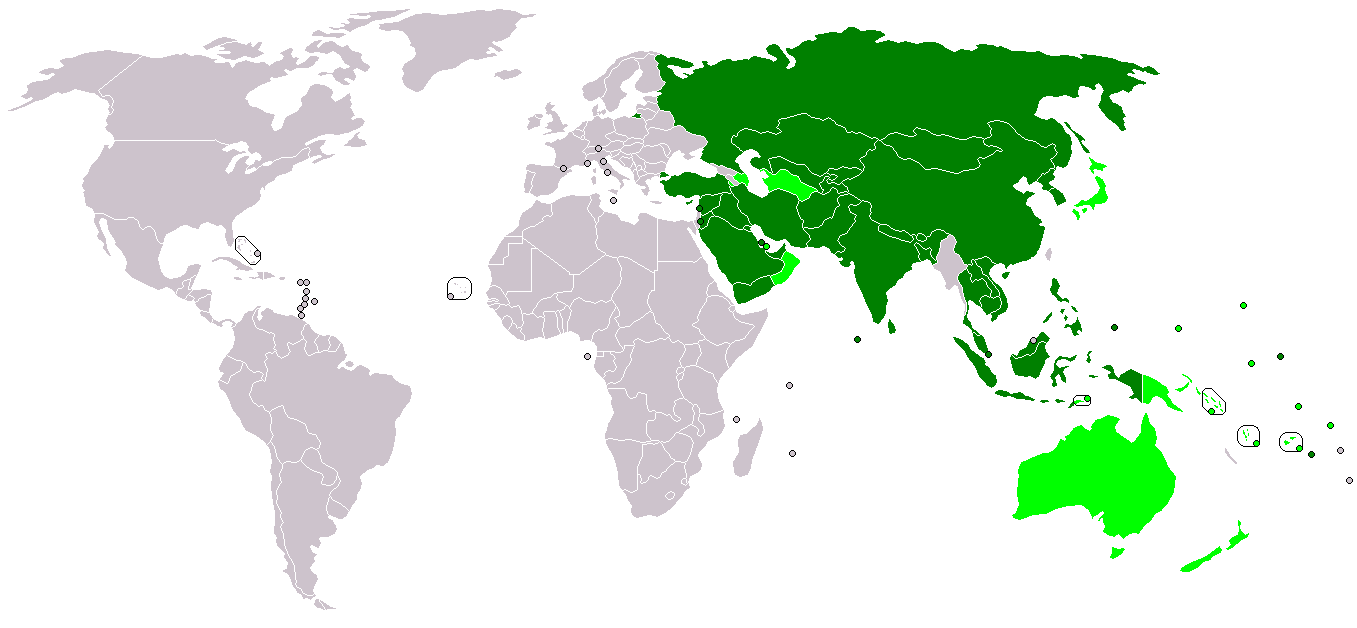
Государства-члены
Государства-наблюдатели

## Страны-члены
В состав АПА на постоянной основе входят парламенты 43 государств: 
1. Азербайджан
2. Афганистан
3. Бангладеш
4. Бахрейн
5. Бутан
6. Вьетнам
7. Восточный Тимор
8. Индия
9. Индонезия
10. Иордания
11. Ирак
12. Иран
13. Йемен
14. Казахстан
15. Камбоджа
16. Катар
17. Кыргызстан
18. Кирибати
19. Китай
20. КНДР
21. Кувейт
22. Лаос
23. Ливан
24. Малайзия
25. Мальдивы
26. Монголия
27. Непал
28. ОАЭ
29. Пакистан
30. Палау
31. ПНА
32. Кипр
33. Республика Корея
34. Россия
35. Саудовская Аравия
36. Сирия
37. Таджикистан
38. Таиланд
39. Тонга
40. Турция
41. Узбекистан
42. Филиппины
43. Шри-Ланка

## История
На 5-й сессии ГА в Исламабаде (Пакистан, ноябрь 2004 г.) была одобрена инициатива Филиппин об эвентуальном преобразовании АПАМ в Азиатскую парламентскую ассамблею (АПА) по типу ПАСЕ. В апреле 2005 года в Маниле (Филиппины) Консультативный совет АПАМ утвердил рабочий график преобразования Ассамблеи, рассчитанный на период до 2009 года. Координацию работы по этому вопросу осуществляет сформированный в Маниле Временный секретариат АПА.
По итогам 7 сессии ГА АПАМ в ноябре 2006 года в Тегеране принята Тегеранская Декларация, в соответствии с которой Ассоциация азиатских парламентов за мир преобразована в новую международную парламентскую структуру Азиатскую парламентскую ассамблею (АПА).

## Общие сведения
В центре внимания Ассоциации находится координация усилий национальных парламентов в решении актуальных проблем современности, в том числе за счет повышения их роли в обеспечении мира в азиатском регионе. АПАМ – один из инструментов межпарламентского диалога, выработки коллективной стратегии по обеспечению безопасности и стабильности в Азии. Официальный рабочий язык – английский.
Парламентарии ряда стран Азии выступают за расширение взаимодействия АПАМ с ООН и некоторыми региональными организациями, включая ШОС.

## Структура
Высший орган Ассоциации – сессия Генеральной ассамблеи (ГА), созываемая ежегодно. В состав ГА входят Председатель, вице-председатель, члены Исполнительного совета и до 3 парламентариев законодательных органов стран-участниц. Работа в ходе сессий ГА ведется в рамках четырех секций: политической, экономической, а также по проблемам мира и безопасности и по положению женщин и детей.
Обязанности Председателя ГА (сменяемого ежегодно) исполняет глава или представитель парламента той страны, где проводилась последняя сессия АПАМ. Вице-председателем является глава или представитель парламента страны-организатора следующей сессии.
Главный исполнительный орган – Исполнительный совет, в состав которого входит Председатель, вице-председатель и по одному представителю от каждого Национального комитета. Административные функции выполняет назначаемый Председателем Генеральный секретарь (сменяется ежегодно), который также участвует в сессии ГА.
В АПА входят 4 комитета: по политическим делам, по социальным и культурным вопросам, по вопросам экономики и устойчивого развития, по бюджету и планированию.
Действует общий фонд АПА, формируемый за счет ежегодных добровольных взносов стран-участниц.
Постоянный Секретариат АПА размещается в Тегеране.
Генеральным секретарем АПА является Мохаммад Реза Маджиди.

## Деятельность
В ходе 6-й сессии ГА АПАМ (Таиланд, ноябрь 2005 г.) основное внимание было уделено проблематике парламентской дипломатии, вопросам развития многосторонней торговли и экономического сотрудничества, борьбы с терроризмом, инфекционными заболеваниями и стихийными бедствиями, а также защиты прав женщин и детей.
На 7-й сессии ГА АПАМ (Тегеран, ноябрь 2006 г.) были затронуты вопросы о роли азиатских парламентов в продвижении мира, стабильности и демократии в Азиатско-Тихоокеанском регионе, противодействия международному терроризму, ситуации на Ближнем Востоке, разоружения, нераспространения ядерного оружия и мирного использования атомной энергии, борьбы с незаконным оборотом наркотиков и торговлей людьми. 
Пленарная сессия ГА АПА состоялась в ноябре 2007 года в Тегеране. В ходе сессии обсуждались вопросы, касающиеся устава, регламента АПА (подготовлены проекты соответствующих документов) и приоритетных направлений деятельности организации. Были разработаны проекты планов действий по таким проблемам как борьба с бедностью и коррупцией, мирное сосуществование различных по вере и культуре цивилизаций, глобализация, объединение азиатского энергетического рынка. На сессии были представлены 8 документов и резолюций, которые были рассмотрены и приняты в пяти комитетах и на пленарном заседании АПА: Устав и Регламент АПА, План действий по защите и признанию многообразия культур в Азии, План действий по вызовам и возможностям глобализации в Азии, План действий по борьбе с бедностью в Азии, План действий по борьбе с коррупцией, Пакт о дружбе стран Азии, Решение АПА по Азиатскому валютному фонду.
Организаторы постарались сосредоточить внимание азиатских парламентариев на необходимости создания полноценной и сильной межпарламентской организации, устав которой должен быть направлен на укрепление тенденции интеграции азиатских стран. Ряд его новых положений, по их мнению, способствует расширению парламентского взаимодействия государств Азии, повышению его эффективности. В рамках этих усилий была принята принципиально новая формула определения численного состава делегатов Генассамблеи АПА с учётом численности населения государств-участников. По новой формуле Россия представлена на Ассамблее пятью делегатами с правом решающего голоса. 
Еще одно новшество в Уставе – принятие решений Генассамблеи не консенсусом, как было ранее, а простым или в исключительных случаях (например, поправки в Устав) квалифицированным большинством голосов. 
Также увеличивается срок председательствования страны в АПА с одного до двух лет. Помимо председателя АПА (этот пост занимает спикер соответствующего парламента), избираются четыре заместителя председателя.